# Cal Farran
Cal Farran és una obra neoclàssica d'Igualada (Anoia) protegida com a Bé Cultural d'Interès Local.

## Descripció
Edifici actualment amb una mitgera, de planta baixa, entresòl i una planta. Coberta amb terrat, té una façana pràcticament simètrica només alterada per la modificació d'una de les portes de planta baixa. Aquesta és molt baixa i visualment forma una sola planta amb entresòl, fet que queda reforçat pel balcó corregut de la primera planta. La façana es desenvolupa en tres eixos corresponents a les tres obertures de la planta baixa (que es transformen en quatre a la planta pis) amb l'eix central reforçat per la porta d'entrada, a dues alçades, i per les mènsules que suporten la part del central del balcó corregut. Interessant barana de terrat formada per una balustrada remarcada oer dos gerros.